# ヴァオリミクス
ヴァオリミクス (Vahorimix) とは、フランスで生産・調教された競走馬である。フランスのG1に出走し、繰り上がりのみによってG1を2勝した珍しい戦績を持っている。

## 経歴
2000年8月16日にドーヴィル競馬場でデビューして6着、次走で初勝利を挙げた。
3歳時はマイルを中心に出走していった。年内初戦の準重賞マッチェム賞を快勝した後、5月13日にプール・デッセ・デ・プーラン（フランス2000ギニー）に出走、ノヴェルの2着に敗れた。イギリスへ遠征して出走したセントジェームズパレスステークスでも4着に入っているが、惜敗ばかりで未だ重賞勝ちを収められずにいた。
ところが、7月25日にフランスギャロはノヴェルから禁止薬物のメチルプレドニソロンが検出されたと発表、ノヴェルのプール・デッセ・デ・プーラン優勝も取り消し、失格処分となった。これによって、2着であったヴァオリミクスは急遽繰り上がりで優勝馬となり、競走から2ヶ月過ぎてから突如G1馬の称号を手にした。
8月19日、G1馬の称号を手にして初戦となるジャック・ル・マロワ賞に出走、ここはプラウドウィングスに及ばず2着に敗れた。しかし、審議によってプラウドウィングスが競走中の斜行によって失格、2位入線のヴァオリミクスが繰上げで優勝馬となった。ヴァオリミクスはG1を繰り上がりによって2度も優勝したことになった稀有な馬として、一時的に各国の競馬マスコミなどで話題にされた。
このあと、ムーラン・ド・ロンシャン賞とクイーンエリザベス2世ステークスにも出走したが、6着・5着とこれといった結果は残せなかった。これをもってこの年で引退、ノルマンディスタッドで種牡馬入りすることになったが、生殖能力に問題があり、種付けすることができない体であった。そのため種牡馬入りを撤回、再び競走馬として復帰することになった。この際、去勢されてせん馬になっている。
2003年にコンペーニュ競馬場で再デビュー、初戦の一般戦では1着、続くロンシャン競馬場の一般戦でも勝って好調をアピールした。しかし重賞ではG3でも力及ばず、8月17日のジャック・ル・マロワ賞（この年は日本からテレグノシスやローエングリンも出走していた）で9着に敗れたのを最後に再度引退した。

## 競走成績
以下の内容は、Racing Postの情報に基づく。
| 出走日     | 競馬場         | 競走名                       | 格   | 距離（馬場）  | 頭数 | 枠番 | 馬番 | 着順 | 騎手       | 斤量（st.）(lb./kg換算） | タイム  | 着差          | 1着（2着）馬      | 出典   |
| ---------- | -------------- | ---------------------------- | ---- | ------------- | ---- | ---- | ---- | ---- | ---------- | ------------------------ | ------- | ------------- | ----------------- | ------ |
| 2000.08.16 | ドーヴィル     | ボンネヴィル賞               |      | 芝7 1/2f (GF) | 7    |      | 4    | 6着  | O.ペリエ   | 9-2（128/58）            |         | （13馬身1/4） | Karadoun          | [ 2 ]  |
| 0000.08.29 | ロンシャン     | コンセルヴァトワール賞       |      | 芝1m (GS)     | 14   |      | 4    | 1着  | O.ペリエ   | 8-11（123/55.5）         | 1:43.60 | 2馬身         | （French Tune)    | [ 3 ]  |
| 0000.09.20 | シャンティイ   | ロシェット賞                 | GIII | 芝1m (Sft)    | 6    | 6    | 1    | 2着  | O.ペリエ   | 8-11（123/55.5）         |         | （3/4馬身）   | Okawango          | [ 4 ]  |
| 2019.4.20  | シャンティイ   | マッチェム賞                 | LR   | 芝1m1f (Hy)   | 6    | 1    | 2    | 1着  | O.ペリエ   | 9-2（128/58）            | 2:03.35 | 2 1/2馬身     | （Green Jaro）    | [ 5 ]  |
| 0000.05.13 | ロンシャン     | プール・デッセ・デ・プーラン | GI   | 芝1m (Gd)     | 12   | 6    | 3    | 1着  | C.スミヨン | 9-2（128/58）            | 1:35.40 |               | （Clearing）      | [ 6 ]  |
| 0000.06.19 | アスコット     | セントジェームズパレスS      | GI   | 芝1m (Gd)     | 11   | 9    | 11   | 4着  | O.ペリエ   | 9-0（126/57）            |         | （1馬身）     | Black Minnaloushe | [ 7 ]  |
| 0000.07.07 | ドーヴィル     | ジャック・ル・マロワ賞       | GI   | 芝1m (GS)     | 9    | 8    | 6    | 1着  | O.ペリエ   | 8-13（125/56.5）         | 1:38.80 |               | （Banks Hill）    | [ 8 ]  |
| 0000.09.09 | ロンシャン     | ムーラン・ド・ロンシャン賞   | GI   | 芝1m (GS)     | 8    | 9    | 6    | 6着  | O.ペリエ   | 8-11（123/55.5）         |         | （6 1/2馬身） | Slickly           | [ 9 ]  |
| 0000.09.29 | アスコット     | クイーンエリザベス2世S       | GI   | 芝1m (Sft)    | 8    | 1    | 11   | 5着  | O.ペリエ   | 8-11（123/55.5）         |         | （5 1/2馬身） | Summoner          | [ 10 ] |
| 2003.04.30 | コンピエーニュ | ユーラリー賞                 |      | 芝1m (VSft)   | 11   |      | 1    | 1着  | J.オーグ   | 8-8（120/54.5）          | 1:43.37 | 6馬身         | （Kadence）       | [ 11 ] |
| 0000.05.22 | ロンシャン     | ポン・オ・シャンジュ賞       |      | 芝1m (VSft)   | 6    |      | 5    | 1着  | C.スミヨン | 8-11（123/55.5）         | 1:42.10 | 3/4馬身       | （Dexterity）     | [ 12 ] |
| 0000.06.08 | シャンティイ   | 北部鉄道賞                   | GIII | 芝1m (Gd)     | 11   | 8    | 5    | 6着  | C.スミヨン | 8-11（123/55.5）         |         |               | Tripat            | [ 13 ] |
| 0000.07.13 | ドーヴィル     | メシドール賞                 | GIII | 芝1m (GS)     | 10   | 2    | 6    | 4着  | T.ジャルネ | 9-2（128/58）            |         | （3/4馬身）   | Special Kaldoun   | [ 14 ] |
| 0000.07.13 | ドーヴィル     | ジャック・ル・マロワ賞       | GI   | 芝1m (GS)     | 12   | 1    | 4    | 9着  | C.スミヨン | 9-4（130/59）            |         | （16馬身）    | Six Perfections   | [ 15 ] |

1. ↑  1位入線Noverreは、フランス・ギャロの検査による禁止物質検出により失格
2. ↑  1位入線Proudwingsは、進路妨害の異議申し立ての結果失格
3. ↑  3位入線降着

- Draw=枠番, Horse=馬番
- 馬場状態： Fm=Firm, GF=Good to Firm, Gd=Good, GS=Good to Soft, Y=Yielding, YSft=Yielding to Soft, Sft=Soft, Hy=Heavy
- 着差：dht=dead heat（同着）, nse=nose（ハナ）, shd=short head（短頭）, hd=head（アタマ）, nk=neck（クビ）, l=length（馬身）, dist=distance（大差）

## 血統表
| ヴァオリミクスの血統          | ヴァオリミクスの血統                   | ヴァオリミクスの血統 | （血統表の出典）       | （血統表の出典） |
| 父系                          | リファール系                           | リファール系         | リファール系           | [ § 2 ]          |
| 父 Linamix 1987 芦毛 フランス | 父の父Mendez 1981 芦毛 フランス        | Bellypha             | Lyphard                | Lyphard          |
| 父 Linamix 1987 芦毛 フランス | 父の父Mendez 1981 芦毛 フランス        | Bellypha             | Belga                  |                  |
| 父 Linamix 1987 芦毛 フランス | 父の父Mendez 1981 芦毛 フランス        | Miss Carina          | Caro                   | Caro             |
| 父 Linamix 1987 芦毛 フランス | 父の父Mendez 1981 芦毛 フランス        | Miss Carina          | Miss Pia               |                  |
| 父 Linamix 1987 芦毛 フランス | 父の母Lunadix 1972 芦毛 フランス       | Breton               | Relko                  | Relko            |
| 父 Linamix 1987 芦毛 フランス | 父の母Lunadix 1972 芦毛 フランス       | Breton               | La Melba               |                  |
| 父 Linamix 1987 芦毛 フランス | 父の母Lunadix 1972 芦毛 フランス       | Lutine               | Alcide                 | Alcide           |
| 父 Linamix 1987 芦毛 フランス | 父の母Lunadix 1972 芦毛 フランス       | Lutine               | Mona                   |                  |
| 母 Vadsa Honor 1993 フランス  | 母の父Highest Honor 1983 芦毛 フランス | Kenmare              | Kalamoun               | Kalamoun         |
| 母 Vadsa Honor 1993 フランス  | 母の父Highest Honor 1983 芦毛 フランス | Kenmare              | Belle Of Ireland       |                  |
| 母 Vadsa Honor 1993 フランス  | 母の父Highest Honor 1983 芦毛 フランス | High River           | Riverman               | Riverman         |
| 母 Vadsa Honor 1993 フランス  | 母の父Highest Honor 1983 芦毛 フランス | High River           | Hairbrush              |                  |
| 母 Vadsa Honor 1993 フランス  | 母の母Vadsa 1979 鹿毛 アメリカ         | Halo                 | Hail To Reason         | Hail To Reason   |
| 母 Vadsa Honor 1993 フランス  | 母の母Vadsa 1979 鹿毛 アメリカ         | Halo                 | Cosmah                 |                  |
| 母 Vadsa Honor 1993 フランス  | 母の母Vadsa 1979 鹿毛 アメリカ         | Rainbow's Edge       | Creme Dela Creme       | Creme Dela Creme |
| 母 Vadsa Honor 1993 フランス  | 母の母Vadsa 1979 鹿毛 アメリカ         | Rainbow's Edge       | Lost Horizon F-No.20-d |                  |
| 母系(F-No.)                   | 20号族(FN:20-d)                        | 20号族(FN:20-d)      | 20号族(FN:20-d)        | [ § 3 ]          |
| 5代内の近親交配               | Olympia 5x5=6.25%                      | Olympia 5x5=6.25%    | Olympia 5x5=6.25%      | [ § 4 ]          |
| 出典                          | 1. 2. 3. 4.                            | 1. 2. 3. 4.          | 1. 2. 3. 4.            | 1. 2. 3. 4.      |